# Otevřené město

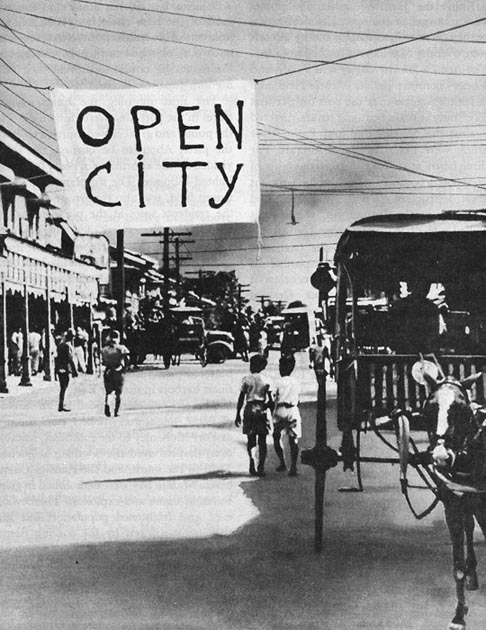
Transparent „otevřené město“ 26. prosince 1942 v Manile

Otevřené město je termín, který ve válečném právu označuje město nebo sídlo, které není bráněno a tedy nesmí být bombardováno nebo na něj být útočeno. Základem je článek 25 Haagské válečné úmluvy z roku 1907, která však přímo termín otevřené město nepoužívá.
Většinou je vyhlášeno vládou, popřípadě nižším orgánem nebo vojenským velením, v případě akutně hrozícího napadení města. Prohlášení otevřeným městem má znamenat, že město a přítomné jednotky v něm upouští od veškerého obranného úsilí. Od útočící armády se pak očekává, město nebude bombardovat či na něj jinak útočit, ale prostě do něj bez odporu vstoupí. Smyslem má být ochrana historických památek ve městě před zničením a uchránění obyvatel před zbytečnými strastmi války.

## Příklady
Města, která byla během druhé světové války prohlášena za otevřená:
- Brusel – 1940. Vyhlásila jej belgická vláda během bitvy o Belgii. Později bylo město okupováno Němci.[1]
- Paříž – vyhlásila francouzská vláda v červnu 1940, během bitvy o Francii.[2][3]
- Bělehrad – vyhlásila jugoslávská vláda v dubnu 1941 před invazí, přesto bylo město 6. dubna 1941 těžce bombardováno Luftwaffe
- Manila – 26. prosince 1941 vyhlásil americký generál Douglas MacArthur během japonské invaze na Filipíny.[4] Japonská císařská armáda toto nerespektovala a město bombardovala.[5]
- Batavia – 5. března 1942 po evakuaci nizozemské armády. Japonci město obsadili následující den[6]
- Řím – 14. srpna 1943 prohlášen otevřeným městem italskou vládou[7] po odchodu Viktora Emanuela III. z Říma před postupujícími německými jednotkami (Operace Achse) a spojeneckém bombardování[8] V červnu 1944 prohlásil Albert Kesselring město otevřeným. 4. června 1944 byl Řím obsazen spojeneckými vojsky
- Chieti – 24. března 1944, prohlášeno německou armádou[8]
- Assisi – díky spolupráci mezi velitelem města plukovníkem Valentinem Müllerem a biskupem G. P. Nicolinim v červnu 1944[9]
- Athény – 11. října 1944 město za otevřené prohlásili Němci[10]
- Ahlen – v březnu 1945
- Göttingen – 1945, uprchlíky přeplněné historické město prohlásil za otevřené generál Otto Hitzfeld
- Hamburk – německé vedení města vyhlásilo 3. května 1945, následně bylo město obsazeno Brity.[11]